# Filoctetes

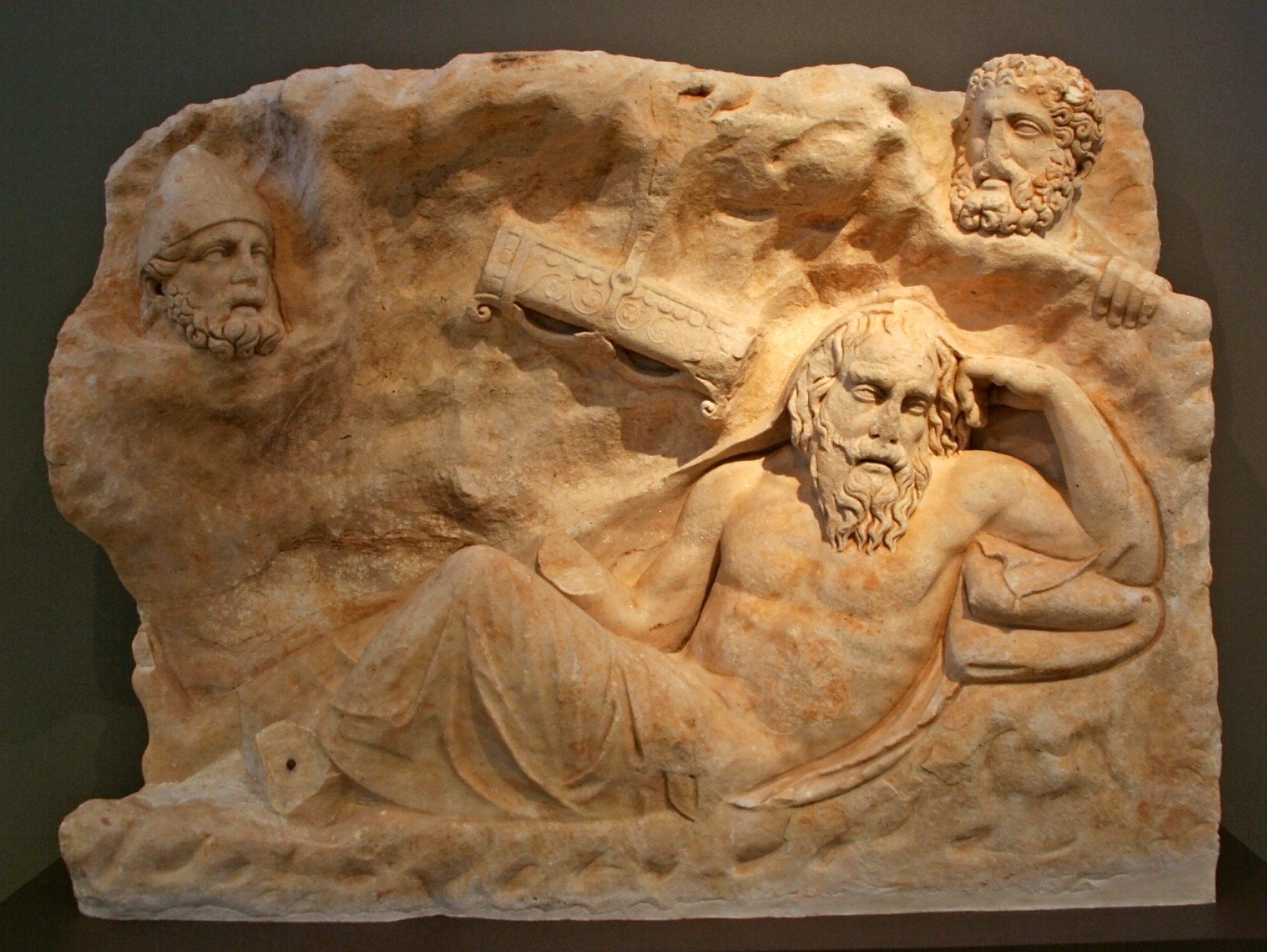
Relieve de mármol del con Filoctetes cuando es nuevamente llamado por los aqueos. Museo Arqueológico de Braurón.

Filoctetes (Φιλοκτήτης /  Philoktḗtēs) es un héroe de la mitología griega, hijo del rey Peante de Melibea, en Tesalia, y de Metone o de Demonasa.
Era famoso por su arco y sus flechas, objetos que le habían sido entregados por Heracles cuando aceptó encender su pira funeraria para poder lograr la inmortalidad. Fue uno de los pretendientes de Helena de Troya antes de su matrimonio con Menelao. Aunque partió con los buques griegos para participar en la guerra de Troya, comandando un contingente de siete naves, la mordedura de una serpiente provocó que fuera abandonado por los aqueos en la isla de Lemnos debido al hedor provocado por la herida. Esta serpiente había sido enviada por Hera como castigo por haber ayudado a Heracles.
Según un oráculo, anunciado por Calcante o por Héleno en el décimo año de la guerra, Troya solo podría ser tomada con el arco y las flechas de Heracles que estaban en posesión de Filoctetes. Entonces, Odiseo, acompañado por Diomedes o por Neoptólemo, viajaron a Lemnos y persuadieron a Filoctetes para que los acompañara de nuevo a la guerra a Troya. Allí fue curado por Podalirio y, posteriormente, disparó con su arco la flecha que acabaría con la vida de Paris.
Tras la guerra, la leyenda indica que llegó a Italia, concretamente a Campania. Luego combatió contra los lucanos y se estableció en Crimisa, un lugar cercano a Crotona y Turios. Allí fundó el santuario de Apolo Aleo, al que ofrendó su arco. Según algunos autores Filoctetes y Heracles fueron amantes.